# ARCNET
ARCNET (Attached Resource Computer Network) ist eine Vernetzungstechnologie für lokale Netzwerke (LANs). Sie definiert Kabeltypen und Signalisierung für die Bitübertragungsschicht (physische Schicht) und Paketformate und Protokolle für die Medienzugriffskontrolle (Media Access Control, MAC)/Sicherungsschicht des OSI-Modells.

## Geschichte
ARCNET wurde der Öffentlichkeit erstmals am 1. Dezember 1977 vorgestellt, nachdem der Entwickler Datapoint die erste Installation bei Chase Manhattan Bank in New York erfolgreich abgeschlossen hatte. Der Standard wurde zeitgleich mit Ethernet entwickelt, aber einige Jahre als proprietäres Alleinstellungsmerkmal gehalten, bis die Standard Microsystems Corporation die Produktion der entsprechenden Controller übernahm, im Jahr 1982 eine Freigabe erreichte und im Jahr 1985 Novell als weiteren Partner gewann. Inzwischen findet ARCNET seine Fortsetzung beispielsweise als Grundlagen von BACnet.
US-Netzwerkspezialist Thomas Conrad stellte 1990 unter dem Namen „TCNS“ eine nicht spezifizierte 100-Mbit-Variante des ARCNET mit RG-62 und Glasfaserverkabelung vor. Nachdem Compaq Thomas Conrad übernommen hatte, wurde dieses Produkt jedoch zugunsten des mittlerweile deutlich günstigeren Fast Ethernet fallengelassen.
ARCNET verlor mit der weiteren Verbreitung von Fast Ethernet in lokalen Netzwerken an Bedeutung, wird aber weiterhin in der industriellen Fertigung, Drucktechnik, Windenergietechnik, Medizintechnik und Logistik eingesetzt.

## Aufbau
ARCNET wird physisch entweder wie ein klassisches 10BASE2-Ethernet als Bus oder alternativ als Stern bzw. Baum aufgebaut. Die Vermittlungskomponenten sind bei der Bus-Variante einfache T-Stücke, beim Stern aktive oder passive Hubs, wobei diese beliebig vermischt werden können. Ein ARCNET-Netzwerk mit Hub war ein archetypisches Beispiel für Netz-Topologien: die Verkabelung bildete einen Stern, elektrisch war das Netz ein Bus und logisch ein Ring.
In der ursprünglichen Form wurde ARCNET mit Koaxialkabeln aufgebaut. Im Lauf der Entwicklung wurden auch UTP und Glasfaser spezifiziert. Die Koaxialkabel entsprechen nicht dem von 10BASE2 (Thin Ethernet) bekannten Typ RG-58 (mit einem Wellenwiderstand von 50 Ohm), sondern RG-62 mit einem Wellenwiderstand von 93 Ohm. Dieser Umstand sorgte zeitweilig für eine schnellere Verbreitung von Arcnet gegenüber Ethernet, da die RG-62-Kabel IBMs SNA-Verkabelung entsprachen und darum vielerorts auf eine bestehende Infrastruktur zurückgegriffen werden konnte.
Der Anschluss an Hub und Computer erfolgt wahlweise in Sternform direkt per BNC-Steckverbinder ohne das durch 10BASE2 bekannte T-Stück an den Hub, wobei kein Abschlusswiderstand erforderlich ist, da die Terminierung der Kabel direkt im Hub bzw. auf der Karte erfolgt. Die Bus-Variante ist genauso mit T-Stücken verkabelt wie 10BASE2 und hat auch Abschlusswiderstände (93 Ohm) am Kabelende. Die möglichen Abstände zwischen Knotenpunkten liegen beim 2,5- bis 4-fachen von 10BASE2.
Eine Besonderheit waren die ARCNET-Karten. Da ARCNET ein offenes Design mit standardisierter API war, konnten Karten verschiedener Hersteller mit einem gemeinsamen Treiber arbeiten. Diese Vereinfachung nutzten später auch viele Hersteller mit den weit verbreiteten NE2000-kompatiblen Ethernet-Karten. Dies reduzierte die Entwicklungskosten und führte schon bald zu sehr preiswerten Karten. Heutige ARCNET-Karten benötigen jedoch herstellerspezifische Treiber.

## Spezifikationen
Als Zugriffsverfahren wird Token Passing auf einem Token Bus genutzt. Ähnlich wie beim Token Ring wird ein Token in festgelegter Reihenfolge durch das Netzwerk gereicht, wobei dies bei ARCNET nicht auf Hardware- sondern auf Softwareebene geschieht. Die Reihenfolge ist den Karten als Knoten-ID (fortlaufende Nummerierung) auf einem außen zugänglichen DIP-Schalter mitzugeben; bei aktuellen Produkten wird die ARCNET-ID über die Software der Karte mitgeteilt.
Die Datenübertragungsrate liegt mit 2,5 Mbit/s (20 Mbit/s durch Einsatz von ARCNET-Plus Karten) niedriger als bei Ethernet und Token Ring. Da jedoch keine Kollisionen die Übertragungsgeschwindigkeit bremsen, ist die Nettodatenrate etwa viermal höher als bei Ethernet-Netzwerken mit gleicher Bandbreite.